# 由布惟次
由布 惟次（ゆふ これつぐ）は、安土桃山時代から江戸時代前期にかけての武将。立花氏の家臣。馬印は金切裂。

## 生涯
永禄元年（1558年）、由布惟信の子として誕生。元亀元年（1570年）に、父や弟と共に立花道雪に従って筑前国に向かう。道雪の譜代家臣の一人として父と共に筑前各地を転戦する。
天正9年（1575年）11月13日、 立花方は大友氏家臣・毛利鎮実の筑前鷹取山城を兵糧運輸する際、その帰路に宗像氏の家臣や杉氏、秋月氏方との小金原の戦いにて、得意の鉄砲を持って敵大将・河津修理進を狙い撃ち、首を得て戦功を挙げたが、この戦で刀や槍によって13ヶ所ものの深傷を受け、感状も受領した。その後、足が不自由となり、留守居役として内政奉行に勤めるが、慶長の役でも立花軍の三番隊367兵を率いて、般丹の戦いなどで活躍した。弟・惟紀は朝鮮派兵で戦死した。
文禄5年（1596年）には父・惟信から家督と3,500石の俸禄を継承する。さらに慶長4年（1599年）に婿養子・立花惟与が由布氏の家督を継承する。関ヶ原の戦い後、立花家は改易となり一族と共に主君・宗茂に従い浪人となったが、慶長8年（1603年）、宗茂が将軍・徳川家康に見出されて陸奥国棚倉藩1万石に封じられると、江戸で将軍に近侍する宗茂に代わって、父の惟信と共に藩内の行政を担当した。
のち元和6年（1620年）立花家の柳河再封後も、宿老の一人として、惟与と共に各類の文書や内政、外交事務を担当した。家督は婿養子で十時連貞の長子でもある惟与（のちに立花姓）が相続する。
なお、『将士軍談』では由布惟明（大炊介）の次男である由布三五兵衛西雲と父の惟信と混同されているが「柳河藩享保八年藩士系図・上」によれば別家である。

## 系譜
- 父：由布惟信（1527?-1612）
- 母：由布下総守惟克の娘
- 室：由布碁晨娘 - 従姉妹、叔父の娘
- 兄弟
  - 兄：由布惟定
  - 弟：由布惟紀
  - 姉妹：田尻宗仙室
- 子女
  - 女子：立花惟与室
- 養子
  - 男子：立花惟与 - 由布玄蕃頭、壱岐守、十時連貞の長男
  - 男子：由布惟長 - 五兵衛、矢島重成の三男